# Güvenç
Güvenç ist ein türkischer weiblicher und (überwiegend) männlicher Vorname sowie Familienname. Außerhalb des türkischen Sprachraums tritt vereinzelt auch die Schreibweise Güvenc auf.

## Namensträger

### Vorname
- Güvenç Kurtar (* 1950), türkischer Fußballspieler und -trainer

### Familienname
- Bahar Güvenç (* 1997), türkische Fußballspielerin
- Cenk Güvenç (* 1991), deutscher Fußballspieler türkischer Herkunft
- Emrullah Güvenç (* 1987), türkischer Fußballspieler
- Günay Güvenç (* 1991), deutsch-türkischer Fußballspieler
- İhsan Güvenç, türkischer Popsänger
- Kaya Güvenç (* 1945), türkischer Politiker, Ingenieur und Autor
- Serdal Güvenç (* 1984), türkischer Fußballspieler
- Serpil Güvenç (* 1948), türkische Autorin, Übersetzerin und Politikerin
- Tuğba Güvenç (* 1994), türkische Mittelstrecken- und Hindernisläuferin